# Машевская, Ирина Владимировна
Ири́на Влади́мировна Маше́вская (31 марта 1965 года, Пермь) — российский химик, доктор химических наук, профессор кафедры безопасности жизнедеятельности Пермской сельхозакадемии, профессор кафедры органической химии, декан химического факультета Пермского университета (с 2013).
Основатель и разработчик особого направления в химии гетероциклов — нуклеофильного превращения гетарено[е]пиррол-2,3-дионов, отличающегося разнообразием протекающих превращений и имеющих значение для практики и теории органической химии.

## Биография
В 1994 году за диссертацию "Синтез и нуклеофильные превращения 4-ароил-2,3-дигидро-2,3-пирролдионов, аннелированных азагетероциклами стороной [а] " присуждена степень кандидат химических наук (Пермский университет).
В 1994—1997 годах — ассистент, в 1997—1998 годах — старший преподаватель кафедры безопасности жизнедеятельности Пермской сельскохозяйственной академии.
В 1998—2000 годах — докторант кафедры органической химии Пермского университета.
В 2000—2003 годах — доцент кафедры безопасности жизнедеятельности ПГСХА, в 2003—2005 годах исполняла обязанности заведующего кафедрой.
В 2006 году присуждена учёная степень доктор химических наук (Институт технической химии УрО РАН, Пермь; тема диссертации — «Синтез и нуклеофильные превращения гетерено[а]пиррол-2,3-дионов»), в том же году присвоено учёное звание профессора.
С 2006 года — профессор кафедры безопасности жизнедеятельности ПГСХА (ПГАТУ). С 2007 года — профессор кафедры органической химии Пермского университета.
В 2012 году запатентовала (совместно с А. Н. Масливцом) новый способ получения диариламинов путём проведения трехкомпонентной реакции — кипячения метиловых эфиров ароилпировиноградных кислот и о-аминофенола (патент РФ № 2439053).
С 2013 года — декан химического факультета ПГНИУ.

## Организационно-административная деятельность
В период руководства И. В. Машевской химическим факультетом ПГНИУ было открыто 4 новых направления подготовки студентов: («Химия, физика и механика материалов», «Фармация» , «Техносферная безопасность», «Педагогическое образование».
С 2018 года химический факультет является единственным факультетом ПГНИУ, который ежегодно попадает в предметный рейтинг аналитического центра «Эксперт» по научной продуктивности российских университетов, причем сразу в двух предметных областях — химия и химические технологии .

## Научная деятельность
Область научных интересов: нуклеофильные превращения гетарено[e]пиррол-2,3-дионов и исследование биологической активности синтезированных соединений.
Многие из полученных соединений проявляют разнообразную фармакологическую активность: противомикробную, противовоспалительную, анальгетическую, противогриппозную, антигипоксическую и другие, что подтверждено АС и патентами РФ (см., напр., ).
И. В. Машевская — лидер научного направления «Развитие методов направленного синтеза сложных органических молекул на основе пятичленных диоксогетероциклов и поликарбонильных соединений, металлорганических интермедиатов с целью получения лекарственных средств, пищевых добавок, биологических средств защиты растений и животных, средств защиты от коррозии» (ПГНИУ).
Имеет более 160 научных работ, из них 54 статьи Web of Science, Scopus, 3 научные монографии, 27 патентов РФ, 15 учебно-методических трудов, является научным руководителем трёх кандидатов химических наук.
Руководитель трёх государственных контрактов на проведение доклинических исследований новых лекарственных препаратов (2015—2019 гг.); руководитель проекта «Обновление приборной базы ПГНИУ» в рамках федерального проекта «Развитие инфраструктуры для научных исследований и подготовки кадров» (2020 г); директор по развитию научной школы Пермского края «Биологически активные гетероциклы» (2018—2021 гг.); руководитель гранта Министерства образования и науки Пермского края Международная исследовательская группа «Азот- и кислород содержащие гетероциклы в синтезе лекарственных препаратов — от исследований к практике» (2019—2021 гг.) и др. грантов. Результаты научной деятельности руководимых ей групп (а также результаты других научно-практических направлений химического факультета) получили широкую огласку .
Лауреат премии Пермского края в области науки в 2019 году; лауреат общенациональной премии «Профессор года» по Приволжскому федеральному округу в 2021 году .

## Научные публикации
Общее число публикаций — 160. Научные статьи в ведущих химических журналах, в основном входящих в «Scopus» и «Web of Science» («Журнал органической химии» (РФ), «Химия гетероциклических соединений» (Латвия), «Mendeleev Communications (РФ)» — 54. Монографии — 3. Учебные пособия (с грифами) — 2. Патенты РФ — 27.

### Учебные пособия
1. Машевская И. В., Демидов С. М., Машевский В. В. Безопасность в чрезвычайных ситуациях. Учебное пособие для ВУЗов сельскохозяйственного профиля с грифом Министерства сельского хозяйства и продовольствия РФ и Министерства по чрезвычайным ситуациям РФ. Пермь, 1997. 14,37 п.л.
2. Машевская И. В., Демидов С. М., Шкрабак В. С., Шкрабак М. В. Безопасность жизнедеятельности. Учебное пособие с грифом Министерства сельского хозяйства. Санкт-Петербург, 2002. 18.31 п.л.

### Монографии
1. Машевская И. В., Масливец А. Н. 2,3-Дигидро-2,3-пирролдионы, конденсированные стороной [а] с различными гетероциклами и их бензо[в]аналоги- изатины: синтез, химические свойства, практическое применение. Пермь. ПГСХА. 2003. 8.8 п.л.
2. Масливец А. Н., Машевская И. В. 2,3-Дигидро-2,3-пирролдионы. Пермь. Пермский госуниверситет, 2005. 7.44 п.л.
3. Масливец А. Н., Машевская И. В., Алиев З. Г., Силайчев П. С. Исследование диоксогетероциклов методом рентгеноструктурного анализа (монография). Пермский государственный национальный исследовательский университет, 2012.

### Статьи («Scopus»)
1. Chaudhary S., El-Shazly M., Mashevskaya I.V., Mathur M., Saleh N., Shyamlal B.R.K., Yadav D.K. Discovery of Natural Product Inspired 3-Phenyl-1H-isochromen-1-ones as Highly Potent Antioxidant and Antiplatelet Agents: Design, Synthesis, Biological Evaluation, SAR and In Silico Studies// Current Pharmaceutical Design — 2022, 28, 10. P. 829—840
2. Alexander Yu. Maksimov, Svetlana Yu. Balandina, Pavel A. Topanov, Irina V. Mashevskaya and Sandeep Chaudhary. Organic Antifungal Drugs and Targets of Their Action // Current Topics in Medicinal Chemistry −2021. Vol. 21. Issue 8. P. 705—736.
3. Balandina S.Y., Chaudhary S., Dmitriev M.V., Lukmanova D.N., Mashevskaya I.V., Pchelintseva D.I. Reaction of Hetareno[e]pyrrole-2,3-diones with Thiols: An Approach to Two Distinct 5-Thio-Substituted Pyrrole-2-one Derivatives// ChemistrySelect — 2021, 6. P.12623-12627.
4. Ekaterina E. Stepanova, Svetlana Yu Balandina, Vera A. Drobkova, Maksim V. Dmitriev, Irina V. Mashevskaya, Andrey N. Maslivets. Synthesis, in vitro antibacterial activity against Mycobacterium tuberculosis, and reverse docking-based target fishing of 1,4-benzoxazin-2-one derivatives// Archiv der Pharmazie — 2020. Т.354. Vol. 2. — P.1-15.
5. P. A. Topanov, I. V. Mashevskaya, M. V. Dmitriev, and A. N. Maslivets Nucleophilic Addition of Oxindole to Pyrrolobenzoxazinetriones// Russian Journal of Organic Chemistry — 2020, Vol. 56, 4. P. 719—722
6. D. N. Lukmanova, S. Yu. Balandina, R. R. Makhmudov & I. V. Mashevskaya. Antinociceptive and Antimicrobial Activity of Products from Reactions of Pyrrolobenzoxazinetriones with Thiosemicarbazones of Aromatic and Heteroaromatic Aldehydes// Pharmaceutical Chemistry Journal — 2020.Vol. 54. P. 236—240.
7. Bharti Rajesh Kumar Shyamlal, Lalit Yadav, Mohit K. Tiwari, Manas Mathur, Jaroslav I. Prikhodko, Irina V. Mashevskaya, Dharmendra K. Yadav, and Sandeep Chaudhary. Synthesis, Bioevaluation, Structure-Activity Relationship and Docking Studies of Natural Product Inspired (Z)-3-benzylideneisobenzofuran-1(3H)-ones as Highly Potent antioxidants and Antiplatelet agents// Scientific Reports — 2020, 10 — 2307.
8. Andrew R. Galeev, Maksim V. Dmitriev, Ivan G. Mokrushin, Irina V. Mashevskaya, Andrey N. Maslivets and Michael Rubin. Synthesis of Meta-substituted anilines via a three-component reaction of acetone, amines, and 1,3-diketones//Organic & Biomolecular Chemistry — 2019. 17, 10030-10044.
9. Synthesis of Spiro[pyrrole-2,5-thiazoles] by Heterocyclization of Pyrrolobenzoxazinetriones with Aromatic Aldehyde Thiosemicarbazones Lukmanova D.N., Prikhod’ko Y.I., Mashevskaya I.V., Maslivets A.N.// Russian Journal of Organic Chemistry — 2017. Vol. 53, 12. P. 1903—1904.
10. Sharma V., Jaiswal P.K., Chaudhary S., Yadav D.K., Saran M., Mathur M., Swami A.K., Prikhodko J., Mashevskaya I.V. Microwave-assisted one-pot efficient synthesis of functionalized 2-oxo-2-phenylethylidenes-linked 2-oxobenzo[1,4]oxazines and 2-oxoquino[1, 4]oxalines: Synthetic applications, antioxidant activity, SAR and cytotoxic studies//Acta Chimica Slovenica — 2017. Vol. 64. № 4. P. 988—1004.
11. Jaiswal P.K., Sharma V., Chaudhary S., Prikhodko J., Mashevskaya I.V. On water ultrasound-assisted one pot efficient synthesis of functionalized 2-oxo-benzo[1,4]oxazines: first application to the synthesis of anticancer indole alkaloid, Cephalandole A.// Tetrahedron Letters — 2017. Vol. 58. № 22. P. 2077—2083.
12. Kuslina L.V., Mashevskaya I.V., Maslivets A.N., Suchkova N.V. Reaction of 3-aroylpyrrolo[1,2-a]quinoxaline-1,2,4(5H)triones with arylhydrazines// Russian Journal of Organic Chemistry — 2015. Vol. 51, 9. P. 1301—1304.
13. Kuslina L.V., Mashevskaya I.V., Maslivets A.N., Slepukhin P.A., Suchkova N.V. Five-membered 2,3-dioxo heterocycles: CI. Reaction of 3-aroylpyrrolo[2,1-c] [1,4]benzoxazine-1,2,4-triones with arylhydrazines. Crystal and molecular structure of substituted 2-hydrazonopyrrolo[2,1-c][1,4]benzoxazine// Russian Journal of Organic Chemistry — 2014.Vol. 50, 3. P. 425—428.
14. Kuslina, L.V., Mashevskaya, I.V., Slepukhin, P.A., Maslivets, A.N. New pathway of the reaction of hetareno[a]pyrrole-2,3-diones with NH nucleophiles // Russian Journal of Organic Chemistry — 2012, Vol. 48, 1.P. 145—146.
15. Mashevskaya, I.V., Makhmudov, R.R., Kuslina, L.V., Shurov, S.N., Maslivets, A.N. Synthesis and analgesic activity of the products of the interaction between 3-aroylpyrrolo[1,2-a]-quinoxaline-1,2,4(5H)-triones with benzoic acid hydrazides // Pharmaceutical Chemistry Journal — 2012. Vol. 45, 11. P. 660—663.